# Hydroptila spangleri
Hydroptila spangleri är en nattsländeart som beskrevs av Bueno-soria 1984. Hydroptila spangleri ingår i släktet Hydroptila och familjen smånattsländor. Inga underarter finns listade i Catalogue of Life.